# سیارک ۲۶۶۷۱
سیارک ۲۶۶۷۱ (به انگلیسی: 26671 Williamlopes، نامگذاری:2001DQ73)۲۶۶۷۱مین سیارک کشف شده‌است که در ۱۹ فوریه ۲۰۰۱ کشف شد.